# From A Basement On The Hill
From A Basement On The Hill er det sidste album af den amerikanske sangskriver Elliott Smith. Det udgivet den posthumt 19. oktober 2004 efter Smiths selvmord og det er produceret af Smiths tidligere producer Rob Schnapf og hans ekskæreste Joanna Bolme. Smith havde selv arbejdet på albummet siden 2000 og havde store planer for det, det skulle blandt andet have været udgivet som et dobbeltalbum, hvilket det ikke blev. Derudover indeholdt albummet ikke mange af hans mørkeste sange såsom True Love, Stickman, Abused og Suicide Machine.

## Indhold
1. Coast To Coast
2. Let's Get Lost
3. Pretty (Ugly Before)
4. Don't Go Down
5. Strung Out Again
6. A Fond Farewell
7. King's Crossing
8. Ostrich & Chirping
9. Twillight
10. A Passing Feeling
11. The Last Hour
12. Shooting Star
13. Memory Lane
14. Little One
15. A Distorted Reality is Now A Necessity To Be Free